# Yukarı Kartallı, Çayırlı
Yukarıkartallı là một xã thuộc huyện Çayırlı, tỉnh Erzincan, Thổ Nhĩ Kỳ. Dân số thời điểm năm 2010 là 90 người.